# Abdij van Zwiefalten

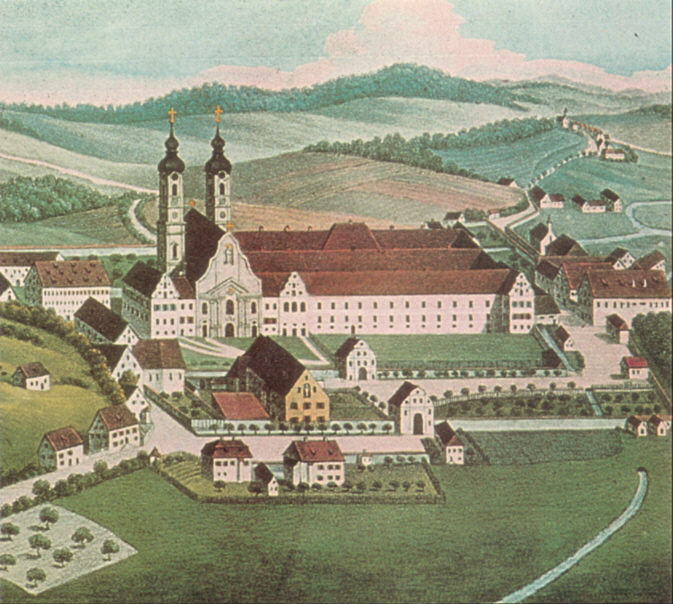
Zwiefalten in 1826

De Abdij van Zwiefalten was een tot de Zwabische Kreits behorende benedictijnenabdij binnen het Heilige Roomse Rijk.
Tijdens de investituurstrijd stichtten de aanhangers van de pauselijke partij, de graven Kuno en Liutold van Achalm een Benediktijnerklooster in Altenburg bij Tübingen. Enige jaren later, in 1089, werd het klooster verplaatst naar Zwiefalten. Door de vele schenkingen had het klooster bezittingen  in het Neckargebied, in de Baar, in Boven-Zwaben, de Elzas en in Zwitserland.
Voor het beheer van de bezittingen waren er pleeghoven in Reutlingen, Riedlingen en Munderkingen.
De abdij voerde een lange strijd om haar zelfstandigheid met de kloostervoogdij, die sinds 1303 in handen was van de aartshertogen van Oostenrijk. De hertogen van Württemberg probeerden na de verwerving van de kloostervoogdij in 1365 de abdij bij hun gebied in te lijven. Later probeerden de hertogen de reformatie in te voeren. Uiteindelijk staakte Württemberg zijn annexatiepolitiek bij het verdrag van 1569. In 1749/51 werd de abdij rijksvrij door zich vrij te kopen van Württemberg.
Paragraaf 6 van de Reichsdeputationshauptschluss van 25 februari 1803 voegde de abdij bij het keurvorstendom Württemberg.

## Foto galerij

Abdij van Zwiefalten - Kloster Zwiefalten
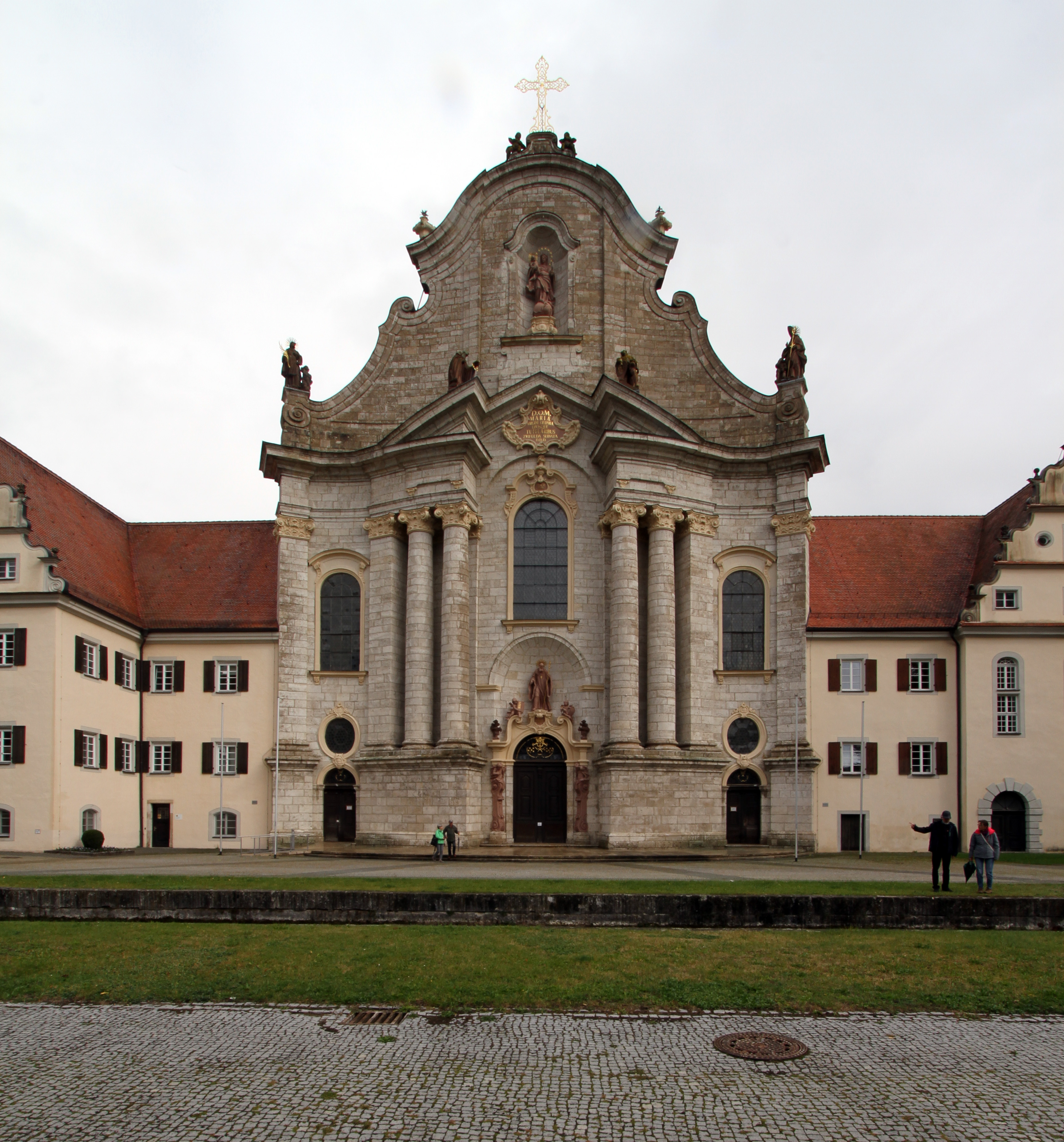
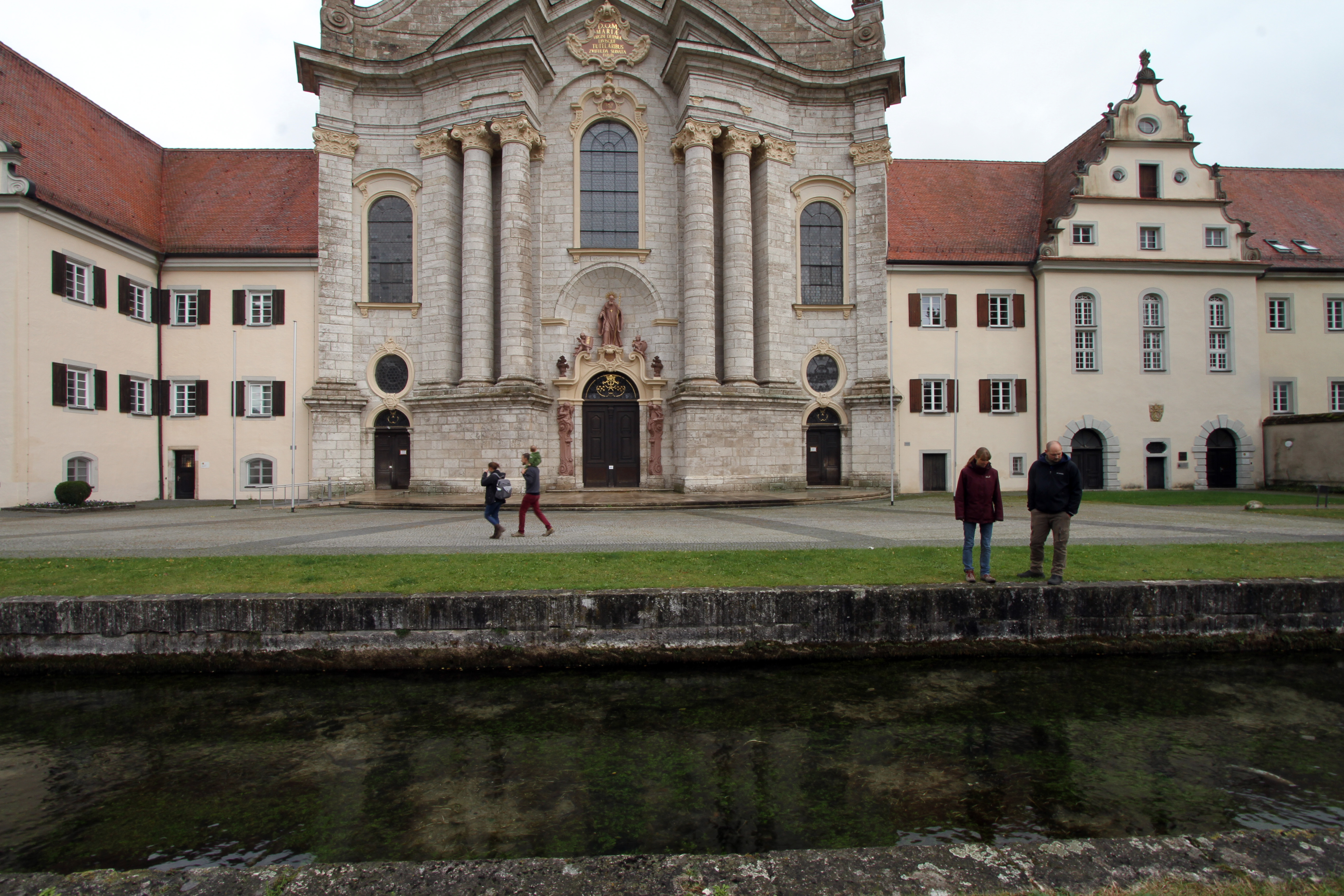
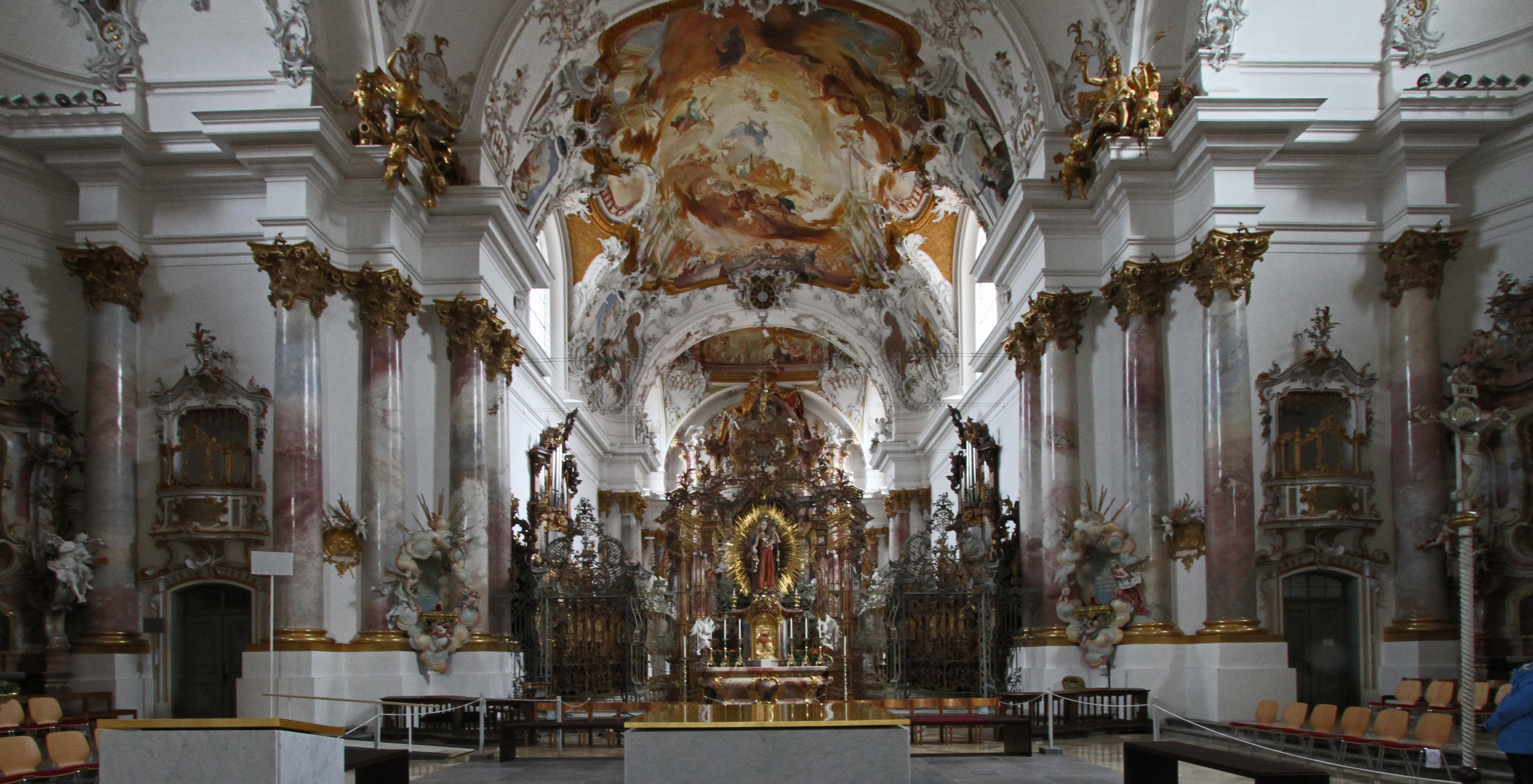
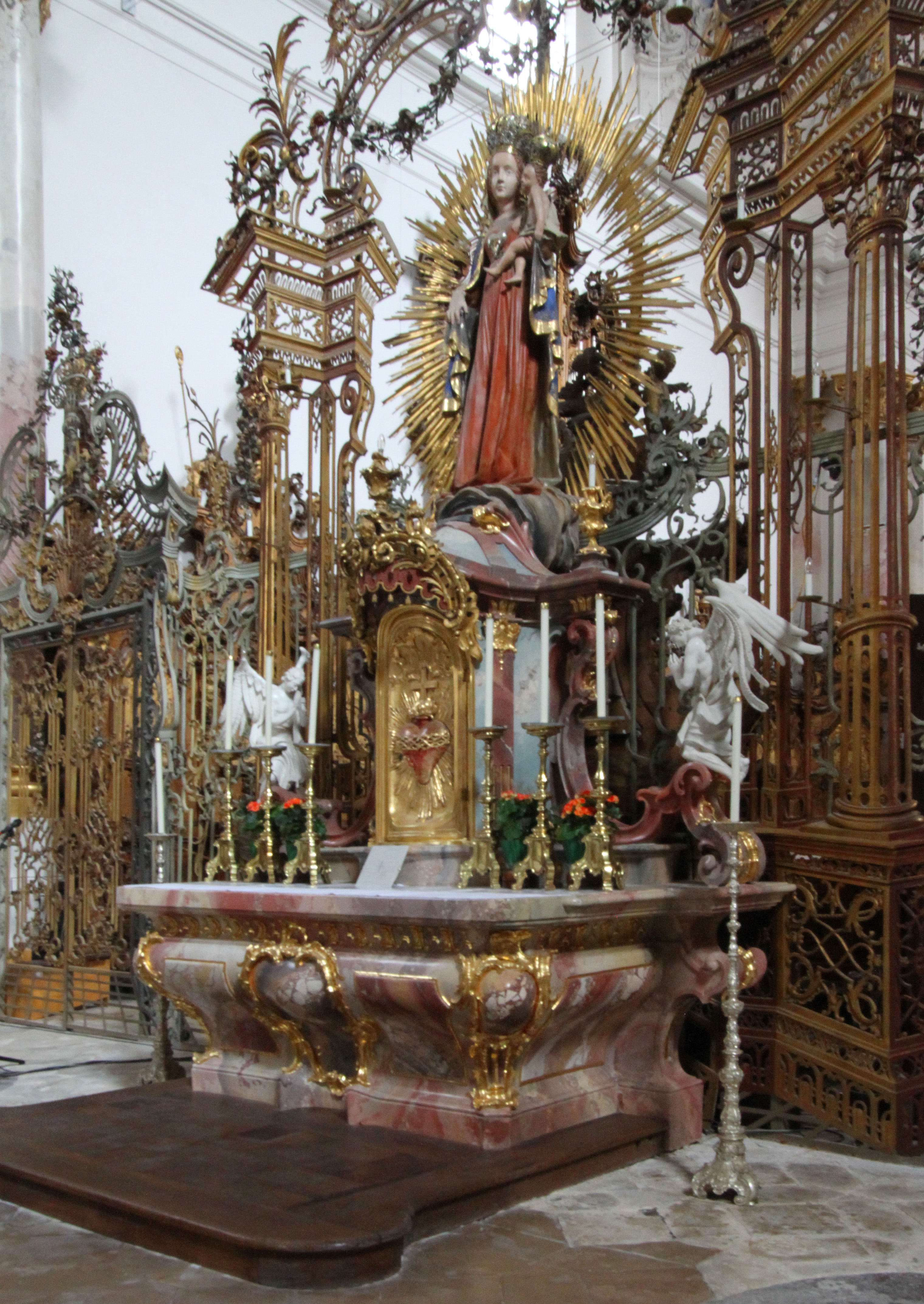
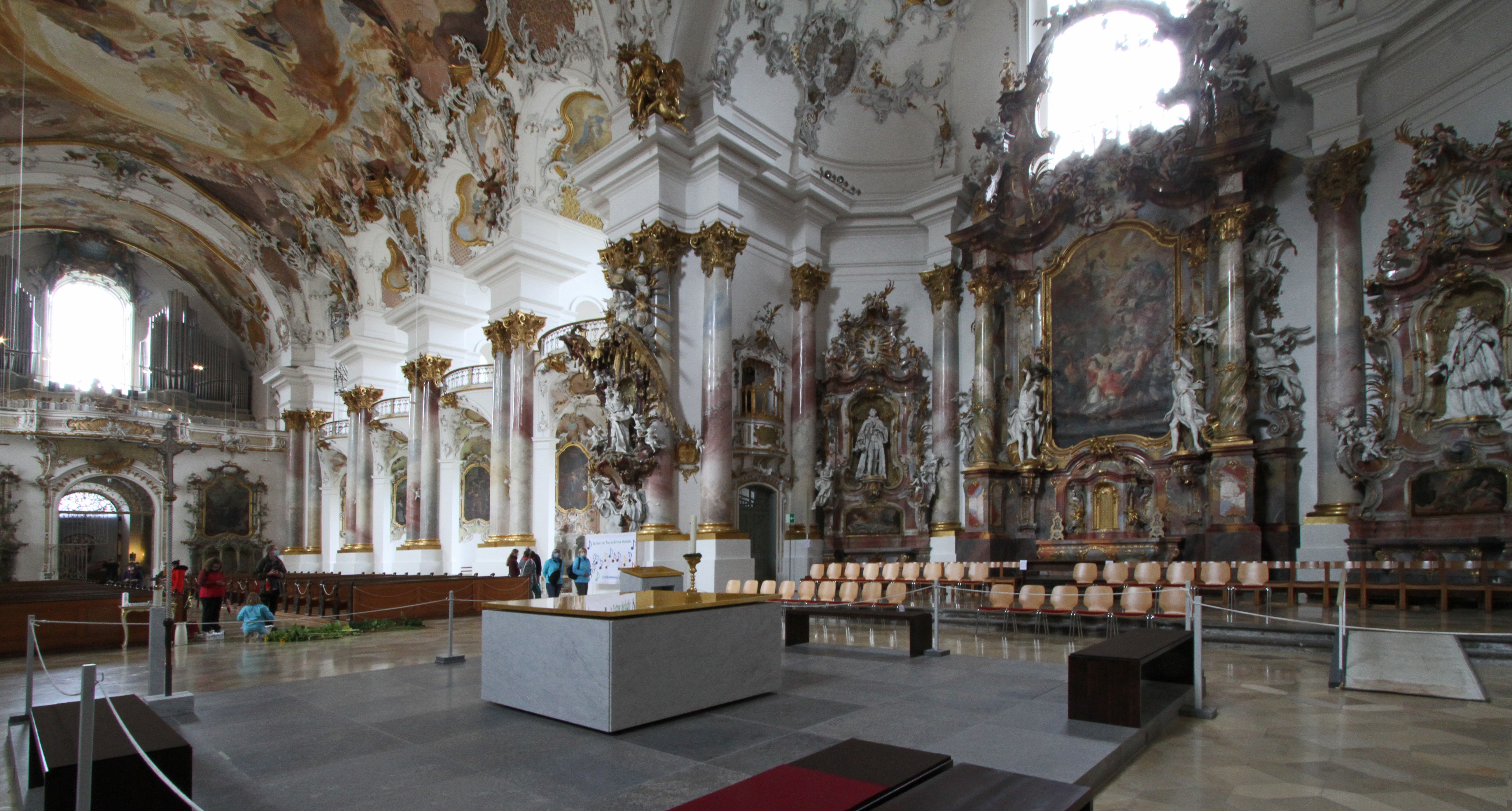
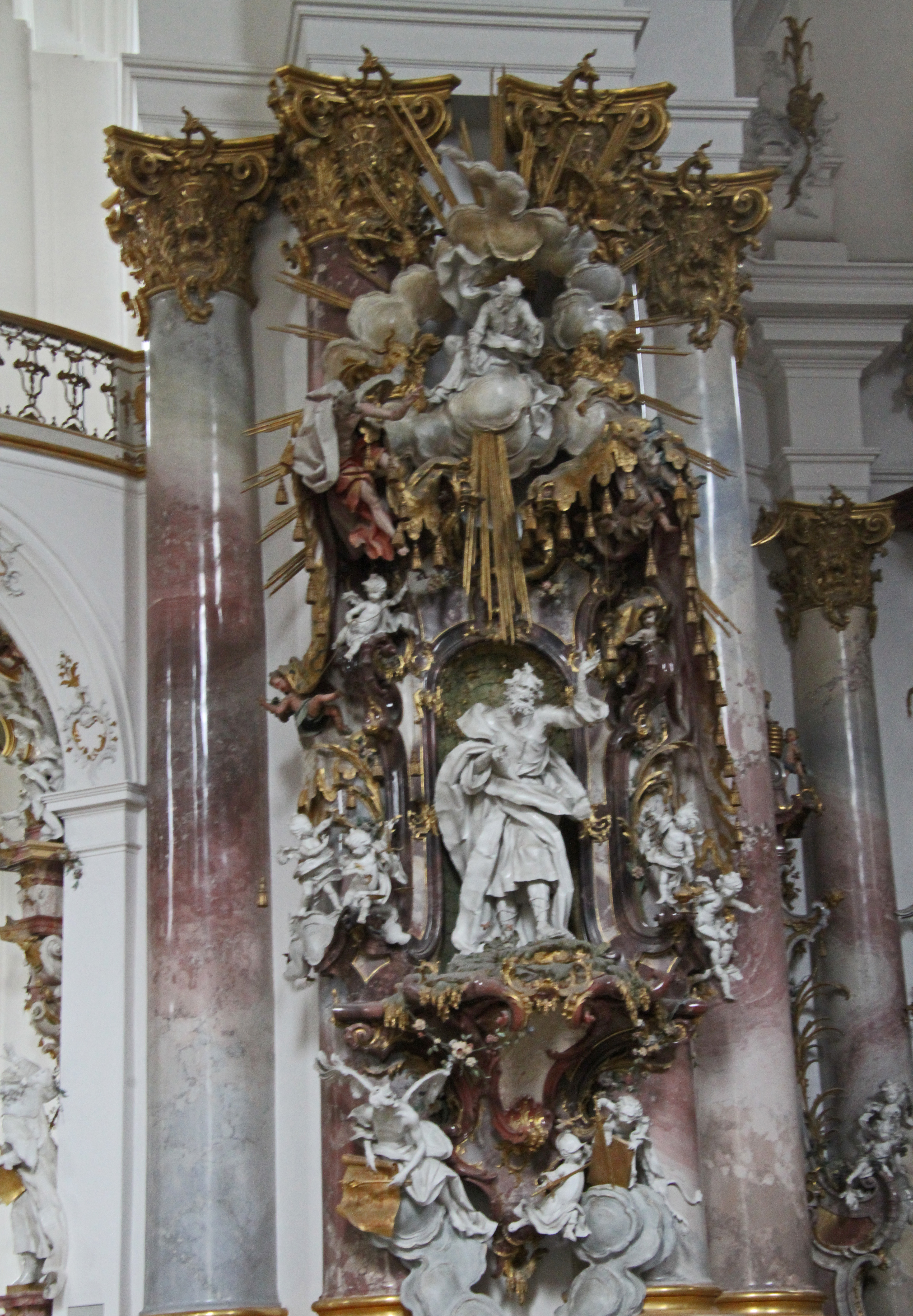
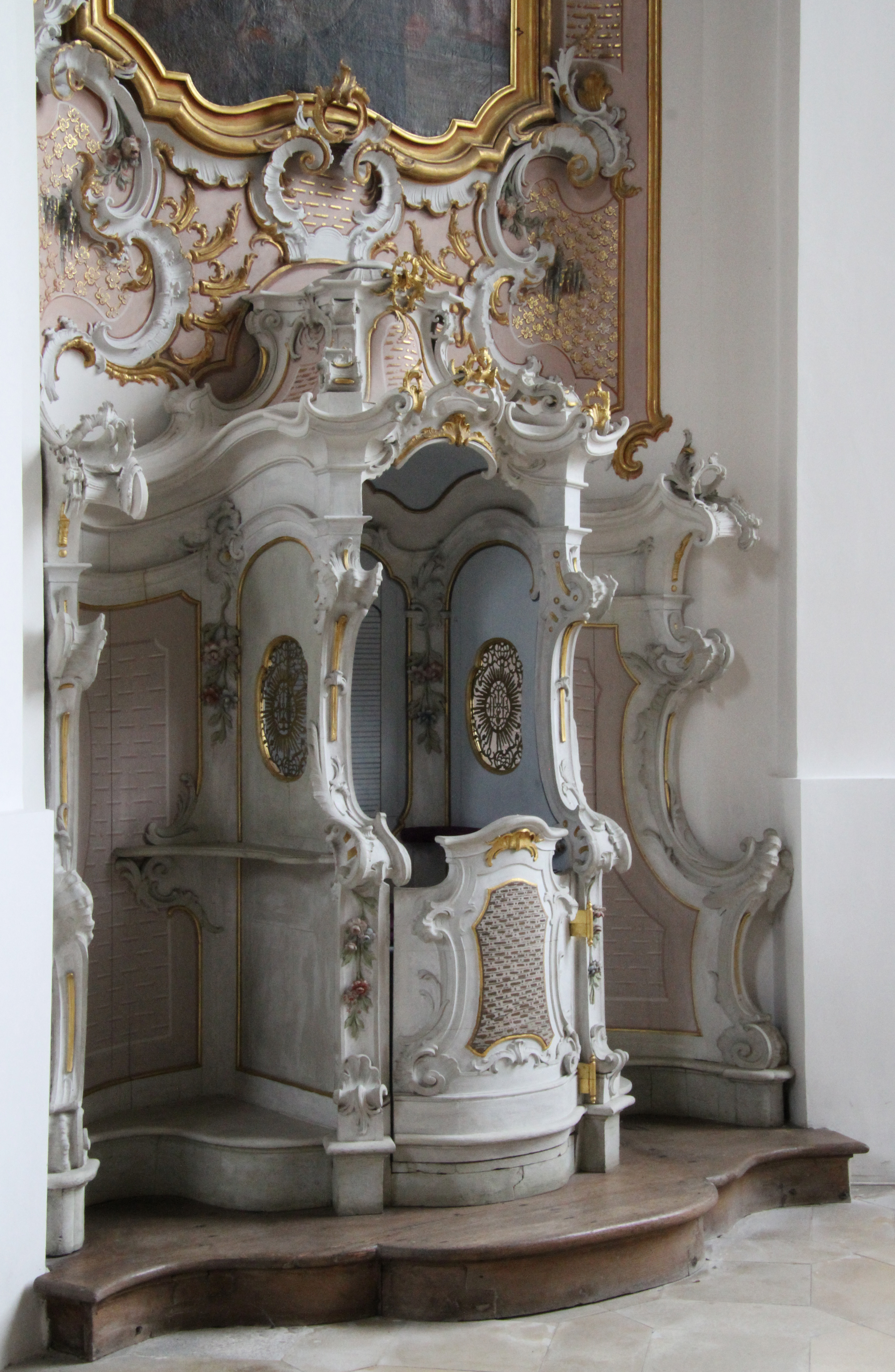
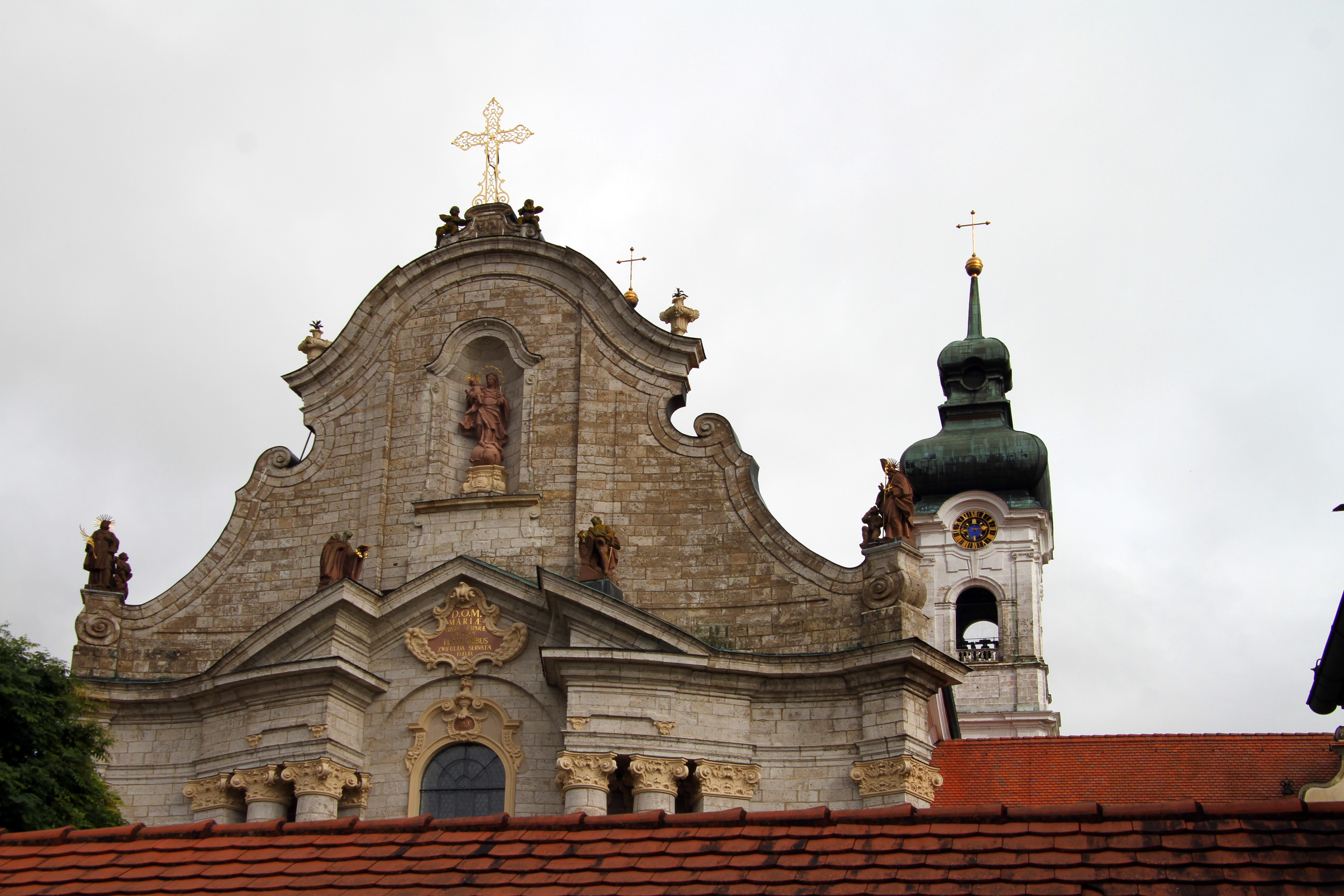

## Bezit
- de dorpen Aichelau, Aichstetten, Attenhofen, Baach, Bechingen, Daugendorf, Dürrenwaldstetten, Emeringen, Gauingen, Geisingen, Gossenzugen, Hochberg, Huldstetten, Ittenhausen, Kirchheim, Lauterach, Mörsingen, Neuburg am Rhein, Oberstetten, Pfronstetten, Reichenstein, Sonderbuch, Tigerfeld, Upflamör, Wilsingen en Zell
- de kastelen Mochenthal en Ehrenfels
- het Benedictinessenklooster Mariaberg bij Gammertingen